# 二尖瓣狭窄
二尖瓣狭窄（mitral stenosis）是各种原因导致二尖瓣开放时不能充分张开，造成瓣口缩小，属于一种较为常见的心瓣膜病。成因有炎症、黏液样变性、退行性改变、先天性畸形、缺血性坏死、创伤等，引起二尖瓣（瓣叶、瓣环、腱索、乳头肌）的功能或结构异常，导致瓣口狭窄，最常见于风湿性心脏病。

## 机制
在正常情况下，二尖瓣在左心室舒张时打开，使血液从左心房流入左心室。患有二尖瓣狭窄症的病人二尖瓣在左心室舒张时不能够完全开放，使左心房的血液不能够顺利流入左心室，逐渐发展成左心房增大、肺部淤血和右心室肥大。

## 症状
二尖瓣狭窄会引起心悸、气促、咳嗽、咯血等症状，严重者可引发心力衰竭。绝大多数二尖瓣狭窄是风湿热所引发的后遗症。
长期严重的二尖瓣狭窄会造成二尖瓣面容（mitral facies），患者脸颊呈玫瑰色混杂些许蓝色。玫瑰色是因为颧骨毛细血管扩张，而蓝色是因为发绀。